# Convocazioni per la CONCACAF Gold Cup 2021
Elenco dei giocatori convocati da ciascuna nazionale partecipante alla CONCACAF Gold Cup 2021.

## Gruppo A

### Messico
Commissario tecnico:  Gerardo Martino
| N. | Pos. | Giocatore           | Data nascita (età)          | Pres. | Reti | Squadra         |
| -- | ---- | ------------------- | --------------------------- | ----- | ---- | --------------- |
| 1  | P    | Alfredo Talavera    | 18 settembre 1982 (38 anni) | 32    | 0    | Pumas UNAM      |
| 2  | D    | Néstor Araujo       | 29 agosto 1991 (29 anni)    | 44    | 3    | Celta Vigo      |
| 3  | D    | Carlos Salcedo      | 29 settembre 1993 (27 anni) | 42    | 1    | Tigres UANL     |
| 4  | D    | Edson Álvarez       | 24 ottobre 1997 (23 anni)   | 40    | 2    | Ajax            |
| 5  | D    | Osvaldo Rodríguez   | 10 settembre 1996 (24 anni) | 2     | 0    | León            |
| 6  | C    | Jonathan dos Santos | 26 aprile 1990 (31 anni)    | 52    | 4    | LA Galaxy       |
| 7  | A    | Erick Sánchez       | 27 settembre 1999 (21 anni) | 0     | 0    | Pachuca         |
| 8  | D    | Kevin Álvarez       | 15 gennaio 1999 (22 anni)   | 1     | 0    | Pachuca         |
| 9  | A    | Alan Pulido         | 8 marzo 1991 (30 anni)      | 16    | 5    | K.C. Wizards    |
| 10 | C    | Orbelín Pineda      | 24 aprile 1996 (25 anni)    | 31    | 2    | Cruz Azul       |
| 11 | A    | Rogelio Funes Mori  | 5 marzo 1991 (30 anni)      | 1     | 1    | Monterrey       |
| 12 | P    | Rodolfo Cota        | 3 luglio 1987 (34 anni)     | 5     | 0    | León            |
| 13 | C    | Alan Cervantes      | 17 gennaio 1998 (23 anni)   | 1     | 0    | Santos Laguna   |
| 14 | C    | Erick Gutiérrez     | 15 giugno 1995 (26 anni)    | 22    | 1    | PSV             |
| 15 | D    | Héctor Moreno       | 17 gennaio 1988 (33 anni)   | 113   | 4    | Monterrey       |
| 16 | C    | Héctor Herrera      | 19 aprile 1990 (31 anni)    | 82    | 8    | Atlético Madrid |
| 17 | A    | Jesús Corona        | 6 gennaio 1993 (28 anni)    | 50    | 9    | Porto           |
| 18 | A    | Efraín Álvarez      | 19 giugno 2002 (19 anni)    | 2     | 0    | LA Galaxy       |
| 19 | D    | Gilberto Sepúlveda  | 4 febbraio 1999 (22 anni)   | 3     | 0    | Guadalajara     |
| 20 | P    | Jonathan Orozco     | 12 maggio 1986 (35 anni)    | 9     | 0    | Club Tijuana    |
| 21 | D    | Luis Rodríguez      | 21 gennaio 1991 (30 anni)   | 27    | 1    | Tigres UANL     |
| 22 | A    | Hirving Lozano      | 30 luglio 1995 (25 anni)    | 47    | 14   | Napoli          |
| 23 | C    | Jesús Gallardo      | 15 agosto 1994 (26 anni)    | 54    | 0    | Monterrey       |

### El Salvador
Commissario tecnico:  Hugo Pérez
| N. | Pos. | Giocatore            | Data nascita (età)          | Pres. | Reti | Squadra             |
| -- | ---- | -------------------- | --------------------------- | ----- | ---- | ------------------- |
| 1  | P    | Mario González       | 20 maggio 1997 (24 anni)    | 6     | 0    | Alianza             |
| 2  | D    | Julio Sibrián        | 17 luglio 1996 (24 anni)    | 2     | 0    | Once Deportivo      |
| 3  | D    | Roberto Domínguez    | 9 maggio 1997 (24 anni)     | 41    | 1    | Chalatenango        |
| 4  | D    | Eriq Zavaleta        | 2 agosto 1992 (28 anni)     | 4     | 1    | Toronto FC          |
| 5  | D    | Ronald Rodríguez     | 22 settembre 1998 (22 anni) | 5     | 0    | Águila              |
| 6  | C    | Narciso Orellana     | 28 gennaio 1995 (26 anni)   | 35    | 1    | Alianza             |
| 7  | C    | Darwin Cerén         | 31 dicembre 1989 (31 anni)  | 62    | 4    | Houston Dynamo      |
| 8  | A    | Joshua Pérez         | 21 gennaio 1998 (23 anni)   | 6     | 3    | Ibiza               |
| 9  | A    | Walmer Martinez      | 17 agosto 1998 (22 anni)    | 4     | 1    | Hartford Athletic   |
| 10 | C    | Amando Moreno        | 10 settembre 1995 (25 anni) | 1     | 0    | New Mexico United   |
| 11 | A    | Juan Carlos Portillo | 26 dicembre 1991 (29 anni)  | 19    | 4    | Alianza             |
| 12 | C    | Marvin Monterrosa    | 3 marzo 1991 (30 anni)      | 24    | 2    | Alianza             |
| 13 | D    | Alexander Larín      | 27 giugno 1992 (29 anni)    | 58    | 4    | Xelajú MC           |
| 14 | A    | Joaquín Rivas        | 26 aprile 1992 (29 anni)    | 10    | 1    | FC Tulsa            |
| 15 | C    | Alex Roldan          | 28 luglio 1996 (24 anni)    | 0     | 0    | Seattle Sounders FC |
| 16 | A    | David Rugamas        | 17 febbraio 1990 (31 anni)  | 17    | 10   | Once Deportivo      |
| 17 | C    | Jairo Henríquez      | 31 agosto 1993 (27 anni)    | 7     | 0    | Chalatenango        |
| 18 | P    | Oscar Pleitéz        | 6 febbraio 1993 (28 anni)   | 0     | 0    | Isidro Metapán      |
| 19 | D    | Alexis Renderos      | 1º giugno 1998 (23 anni)    | 2     | 0    | Alianza             |
| 20 | C    | Isaac Portillo       | 8 novembre 1994 (26 anni)   | 7     | 0    | Alianza             |
| 21 | D    | Bryan Tamacas        | 21 febbraio 1995 (26 anni)  | 38    | 1    | Alianza             |
| 22 | P    | Kevin Carabantes     | 20 marzo 1995 (26 anni)     | 2     | 0    | FAS                 |
| 23 | A    | Marvin Márquez       | 12 marzo 1998 (23 anni)     | 0     | 0    | Isidro Metapán      |

### Guatemala
Commissario tecnico:  Rafael Loredo
| N. | Pos. | Giocatore         | Data nascita (età)          | Pres. | Reti | Squadra            |
| -- | ---- | ----------------- | --------------------------- | ----- | ---- | ------------------ |
| 1  | P    | Nicholas Hagen    | 2 agosto 1996 (24 anni)     | 17    | 0    | Səbail             |
| 2  | D    | Moisés Hernández  | 5 marzo 1992 (29 anni)      | 25    | 2    | Antigua GFC        |
| 3  | D    | Kervin García     | 7 dicembre 1990 (30 anni)   | 3     | 0    | Cobán Imperial     |
| 4  | D    | José Carlos Pinto | 16 giugno 1993 (28 anni)    | 22    | 0    | Comunicaciones     |
| 5  | C    | Andy Ruiz         | 30 maggio 1996 (25 anni)    | 3     | 0    | Antigua GFC        |
| 6  | C    | Óscar Castellanos | 18 gennaio 2000 (21 anni)   | 2     | 0    | Antigua GFC        |
| 7  | C    | Marvin Ceballos   | 22 aprile 1992 (29 anni)    | 23    | 6    | Leones Negros UdeG |
| 8  | C    | Luis de León      | 14 novembre 1995 (25 anni)  | 6     | 1    | CSD Municipal      |
| 9  | C    | Yeltsin Álvarez   | 2 novembre 1994 (26 anni)   | 6     | 2    | CSD Municipal      |
| 10 | C    | Alejandro Galindo | 5 marzo 1992 (29 anni)      | 16    | 6    | Cobán Imperial     |
| 11 | A    | Jairo Arreola     | 20 settembre 1985 (35 anni) | 28    | 1    | Antigua GFC        |
| 12 | P    | Kenderson Navarro | 25 febbraio 2002 (19 anni)  | 0     | 0    | CSD Municipal      |
| 13 | D    | Stheven Robles    | 12 novembre 1995 (25 anni)  | 14    | 1    | Comunicaciones     |
| 14 | A    | Darwin Lom        | 14 luglio 1997 (23 anni)    | 12    | 6    | Cal Utd Strikers   |
| 15 | A    | Manuel López      | 26 aprile 1990 (31 anni)    | 3     | 0    | CSD Municipal      |
| 16 | C    | Marco Domínguez   | 25 febbraio 1996 (25 anni)  | 6     | 0    | Antigua GFC        |
| 17 | C    | Luis Martínez     | 14 dicembre 1991 (29 anni)  | 23    | 7    | Guastatoya         |
| 18 | C    | Óscar Santís      | 25 marzo 1999 (22 anni)     | 4     | 1    | Comunicaciones     |
| 19 | A    | Robin Betancourth | 25 novembre 1991 (29 anni)  | 12    | 2    | Cobán Imperial     |
| 20 | D    | Gerardo Gordillo  | 17 agosto 1994 (26 anni)    | 7     | 1    | UTC Cajamarca      |
| 21 | P    | Kevin Moscoso     | 13 giugno 1993 (28 anni)    | 3     | 0    | Comunicaciones     |
| 22 | D    | José Morales      | 3 dicembre 1996 (24 anni)   | 0     | 0    | CSD Municipal      |
| 23 | C    | Jorge Aparicio    | 21 novembre 1992 (28 anni)  | 23    | 0    | Comunicaciones     |

### Trinidad e Tobago
Commissario tecnico:  Angus Eve
| N. | Pos. | Giocatore         | Data nascita (età)          | Pres. | Reti | Squadra                      |
| -- | ---- | ----------------- | --------------------------- | ----- | ---- | ---------------------------- |
| 1  | P    | Marvin Phillip    | 1º agosto 1984 (36 anni)    | 80    | 0    | svincolato                   |
| 2  | D    | Aubrey David      | 11 ottobre 1990 (30 anni)   | 59    | 1    | Saprissa                     |
| 3  | C    | Hashim Arcia      | 8 ottobre 1988 (32 anni)    | 13    | 1    | Defence Force                |
| 4  | D    | Jelani Peters     | 17 dicembre 1993 (27 anni)  | 0     | 0    | Pittsburgh Riverhounds       |
| 5  | D    | Curtis Gonzales   | 26 gennaio 1989 (32 anni)   | 36    | 0    | Defence Force                |
| 6  | D    | Radanfah Abu Bakr | 12 febbraio 1987 (34 anni)  | 37    | 2    | svincolato                   |
| 7  | A    | Ryan Telfer       | 4 marzo 1994 (27 anni)      | 11    | 4    | Atlético Ottawa              |
| 8  | C    | Mekeil Williams   | 24 luglio 1990 (30 anni)    | 30    | 1    | Pittsburgh Riverhounds       |
| 9  | A    | Marcus Joseph     | 29 aprile 1991 (30 anni)    | 17    | 6    | Mohammedan                   |
| 10 | C    | Kevin Molino      | 17 giugno 1990 (31 anni)    | 50    | 21   | Columbus Crew                |
| 11 | D    | Noah Powder       | 27 ottobre 1998 (22 anni)   | 3     | 0    | Real Salt Lake               |
| 12 | A    | Isaiah Lee        | 21 settembre 1999 (21 anni) | 2     | 0    | La Horquetta Rangers         |
| 13 | C    | Reon Moore        | 22 settembre 1996 (24 anni) | 0     | 0    | Defence Force                |
| 14 | C    | Andre Fortune     | 3 luglio 1996 (25 anni)     | 5     | 0    | Memphis 901                  |
| 15 | D    | Neveal Hackshaw   | 21 novembre 1995 (25 anni)  | 19    | 0    | Indy Eleven                  |
| 16 | D    | Alvin Jones       | 9 luglio 1994 (27 anni)     | 28    | 1    | svincolato                   |
| 17 | D    | Justin Garcia     | 26 ottobre 1995 (25 anni)   | 4     | 0    | Defence Force                |
| 18 | D    | Triston Hodge     | 9 ottobre 1994 (26 anni)    | 17    | 0    | Colorado Springs Switchbacks |
| 19 | D    | Ross Russell      | 9 settembre 1992 (28 anni)  | 5     | 0    | La Horquetta Rangers         |
| 20 | C    | Duane Muckette    | 1º luglio 1995 (26 anni)    | 9     | 1    | svincolato                   |
| 21 | P    | Nicklas Frenderup | 14 dicembre 1992 (28 anni)  | 4     | 0    | Ranheim                      |
| 22 | P    | Adrian Foncette   | 10 ottobre 1988 (32 anni)   | 20    | 0    | Police                       |
| 23 | D    | Jesse Williams    | 18 maggio 2001 (20 anni)    | 1     | 0    | svincolato                   |

## Gruppo B

### Stati Uniti
Commissario tecnico:  Gregg Berhalter
| N. | Pos. | Giocatore           | Data nascita (età)         | Pres. | Reti | Squadra          |
| -- | ---- | ------------------- | -------------------------- | ----- | ---- | ---------------- |
| 1  | P    | Matt Turner         | 24 giugno 1994 (27 anni)   | 1     | 0    | N.E. Revolution  |
| 2  | D    | Reggie Cannon       | 11 giugno 1998 (23 anni)   | 18    | 1    | Boavista         |
| 3  | D    | Sam Vines           | 31 maggio 1999 (22 anni)   | 3     | 0    | Colorado Rapids  |
| 4  | D    | Donovan Pines       | 7 marzo 1998 (23 anni)     | 0     | 0    | D.C. United      |
| 5  | D    | Walker Zimmerman    | 19 maggio 1993 (28 anni)   | 14    | 2    | Nashville        |
| 6  | C    | Gianluca Busio      | 29 maggio 2002 (19 anni)   | 0     | 0    | K.C. Wizards     |
| 7  | A    | Paul Arriola        | 5 febbraio 1995 (26 anni)  | 35    | 8    | D.C. United      |
| 8  | A    | Nicholas Gioacchini | 25 luglio 2000 (20 anni)   | 3     | 2    | Caen             |
| 9  | A    | Gyasi Zardes        | 2 settembre 1991 (29 anni) | 56    | 12   | Columbus Crew    |
| 10 | C    | Cristian Roldan     | 3 giugno 1995 (26 anni)    | 20    | 0    | Seattle Sounders |
| 11 | A    | Daryl Dike          | 3 giugno 2000 (21 anni)    | 3     | 1    | Orlando City     |
| 12 | D    | Miles Robinson      | 14 marzo 1997 (24 anni)    | 3     | 1    | Atlanta United   |
| 13 | A    | Matthew Hoppe       | 13 marzo 2001 (20 anni)    | 0     | 0    | Schalke 04       |
| 14 | C    | Jackson Yueill      | 19 marzo 1997 (24 anni)    | 12    | 0    | S.J. Earthquakes |
| 15 | A    | Jonathan Lewis      | 4 giugno 1997 (24 anni)    | 7     | 2    | Colorado Rapids  |
| 16 | D    | James Sands         | 6 luglio 2000 (21 anni)    | 0     | 0    | New York City    |
| 17 | C    | Sebastian Lletget   | 3 settembre 1992 (28 anni) | 24    | 7    | LA Galaxy        |
| 18 | P    | Sean Johnson        | 31 maggio 1989 (32 anni)   | 9     | 0    | New York City    |
| 19 | C    | Eryk Williamson     | 11 giugno 1997 (24 anni)   | 0     | 0    | Portland Timbers |
| 20 | D    | Shaquell Moore      | 2 novembre 1996 (24 anni)  | 5     | 0    | Tenerife         |
| 21 | D    | George Bello        | 22 gennaio 2002 (19 anni)  | 1     | 0    | Atlanta United   |
| 22 | P    | Brad Guzan          | 9 settembre 1984 (36 anni) | 64    | 0    | Atlanta United   |
| 23 | C    | Kellyn Acosta       | 24 luglio 1995 (25 anni)   | 31    | 2    | Colorado Rapids  |

### Canada
Commissario tecnico:  John Herdman
| N. | Pos. | Giocatore         | Data nascita (età)         | Pres. | Reti | Squadra             |
| -- | ---- | ----------------- | -------------------------- | ----- | ---- | ------------------- |
| 1  | P    | Dayne St. Clair   | 9 maggio 1997 (24 anni)    | 1     | 0    | Minnesota Utd       |
| 2  | D    | Alistair Johnston | 8 ottobre 1998 (22 anni)   | 5     | 1    | Nashville           |
| 3  | A    | Tyler Pasher      | 27 aprile 1994 (27 anni)   | 0     | 0    | Houston Dynamo      |
| 4  | D    | Kamal Miller      | 16 maggio 1997 (24 anni)   | 6     | 0    | CF Montréal         |
| 5  | D    | Steven Vitória    | 11 gennaio 1987 (34 anni)  | 18    | 2    | Moreirense          |
| 6  | C    | Samuel Piette     | 12 novembre 1994 (26 anni) | 53    | 0    | CF Montréal         |
| 7  | C    | Stephen Eustáquio | 21 dicembre 1996 (24 anni) | 6     | 0    | Paços Ferreira      |
| 8  | C    | Liam Fraser       | 13 febbraio 1998 (23 anni) | 5     | 0    | Columbus Crew       |
| 9  | A    | Lucas Cavallini   | 28 dicembre 1992 (28 anni) | 22    | 16   | Vancouver Whitecaps |
| 10 | A    | David Hoilett     | 5 giugno 1990 (31 anni)    | 31    | 11   | svincolato          |
| 11 | A    | Theo Corbeanu     | 17 maggio 2002 (19 anni)   | 3     | 1    | Wolverhampton       |
| 12 | A    | Tajon Buchanan    | 8 febbraio 1999 (22 anni)  | 4     | 0    | N.E. Revolution     |
| 13 | D    | Frank Sturing     | 29 maggio 1997 (24 anni)   | 2     | 1    | svincolato          |
| 14 | C    | Mark-Anthony Kaye | 2 dicembre 1994 (26 anni)  | 19    | 2    | Los Angeles FC      |
| 15 | D    | Doneil Henry      | 20 aprile 1993 (28 anni)   | 34    | 1    | Suwon               |
| 16 | P    | Maxime Crépeau    | 11 maggio 1994 (27 anni)   | 6     | 0    | Vancouver Whitecaps |
| 17 | A    | Cyle Larin        | 17 aprile 1995 (26 anni)   | 37    | 15   | Beşiktaş            |
| 18 | P    | Jayson Leutwiler  | 25 aprile 1989 (32 anni)   | 3     | 0    | Huddersfield Town   |
| 20 | A    | Ayo Akinola       | 20 gennaio 2000 (21 anni)  | 0     | 0    | Toronto FC          |
| 21 | C    | Jonathan Osorio   | 12 giugno 1992 (29 anni)   | 37    | 5    | Toronto FC          |
| 22 | D    | Richie Laryea     | 7 gennaio 1995 (26 anni)   | 10    | 1    | Toronto FC          |
| 23 | C    | Harry Paton       | 23 maggio 1998 (23 anni)   | 0     | 0    | Ross County         |
| 24 | A    | Tesho Akindele    | 31 marzo 1992 (29 anni)    | 19    | 3    | Orlando City        |

### Martinica
Commissario tecnico:  Mario Bocaly
| N. | Pos. | Giocatore                  | Data nascita (età)          | Pres. | Reti | Squadra            |
| -- | ---- | -------------------------- | --------------------------- | ----- | ---- | ------------------ |
| 1  | P    | Loïc Chauvet               | 30 aprile 1988 (33 anni)    | 21    | 0    | Golden Lion        |
| 2  | D    | Junior Michalet            | 8 aprile 2000 (21 anni)     | 1     | 0    | Golden Lion        |
| 3  | C    | Isaac Tresident            | 30 agosto 1996 (24 anni)    | 0     | 0    | Club Colonial      |
| 4  | D    | Gérald Dondon              | 4 ottobre 1986 (34 anni)    | 16    | 2    | Club Franciscain   |
| 5  | C    | Karl Vitulin               | 15 gennaio 1991 (30 anni)   | 51    | 2    | Samaritaine        |
| 6  | D    | Jean-Sylvain Babin         | 14 ottobre 1986 (34 anni)   | 14    | 1    | Sporting Gijón     |
| 7  | A    | Grégory Pastel             | 18 settembre 1990 (30 anni) | 17    | 3    | Rivière-Pilote     |
| 8  | D    | Yordan Thimon              | 10 settembre 1996 (24 anni) | 9     | 0    | Club Franciscain   |
| 9  | A    | Enrick Reuperné            | 3 agosto 1998 (22 anni)     | 1     | 0    | Aiglon du Lamentin |
| 10 | A    | Kévin Fortuné              | 6 agosto 1989 (31 anni)     | 7     | 1    | Auxerre            |
| 11 | A    | Emmanuel Rivière           | 3 marzo 1990 (31 anni)      | 2     | 1    | Crotone            |
| 12 | A    | Johnny Marajo              | 21 ottobre 1993 (27 anni)   | 19    | 1    | Club Franciscain   |
| 13 | A    | Christophe Jougon          | 10 luglio 1995 (26 anni)    | 26    | 1    | Club Franciscain   |
| 14 | C    | Norman Grelet              | 14 luglio 1993 (27 anni)    | 2     | 0    | Golden Lion        |
| 15 | D    | Yann Thimon                | 1º gennaio 1990 (31 anni)   | 16    | 1    | Golden Lion        |
| 16 | P    | Arnaud Huyghues des Etages | 30 dicembre 1985 (35 anni)  | 2     | 0    | Aiglon du Lamentin |
| 17 | A    | Patrick Burner             | 11 aprile 1996 (25 anni)    | 0     | 0    | Nîmes              |
| 18 | D    | Samuel Camille             | 2 febbraio 1986 (35 anni)   | 5     | 0    | Valence            |
| 19 | C    | Daniel Hérelle             | 17 ottobre 1988 (32 anni)   | 78    | 3    | Samaritaine        |
| 20 | C    | Stéphane Abaul             | 23 novembre 1991 (29 anni)  | 57    | 9    | Club Franciscain   |
| 21 | D    | Sébastien Crétinoir        | 12 febbraio 1986 (35 anni)  | 63    | 3    | Samaritaine        |
| 22 | C    | Romario Barthéléry         | 24 giugno 1994 (27 anni)    | 8     | 0    | Golden Lion        |
| 23 | P    | Gilles Meslien             | 17 giugno 1989 (32 anni)    | 1     | 0    | Golden Lion        |

### Haiti
Commissario tecnico:  Jean-Jacques Pierre
| N. | Pos. | Giocatore            | Data nascita (età)          | Pres. | Reti | Squadra                   |
| -- | ---- | -------------------- | --------------------------- | ----- | ---- | ------------------------- |
| 1  | P    | Brian Sylvestre      | 19 dicembre 1992 (28 anni)  | 0     | 0    | Miami FC                  |
| 2  | D    | Carlens Arcus        | 28 giugno 1996 (25 anni)    | 20    | 1    | Auxerre                   |
| 3  | D    | Francois Dulysse     | 13 aprile 1999 (22 anni)    | 0     | 0    | N.E. Revolution II        |
| 4  | D    | Ricardo Adé          | 21 maggio 1990 (31 anni)    | 17    | 1    | Mushuc Runa               |
| 5  | D    | Stéphane Lambese     | 10 maggio 1995 (26 anni)    | 8     | 0    | Orléans                   |
| 6  | D    | Jems Geffrard        | 26 agosto 1994 (26 anni)    | 19    | 0    | HFX Wanderers             |
| 7  | A    | Carnejy Antoine      | 27 luglio 1991 (29 anni)    | 1     | 2    | Orléans                   |
| 8  | C    | Zachary Herivaux     | 1º febbraio 1996 (25 anni)  | 17    | 0    | Birmingham Legion         |
| 9  | A    | Duckens Nazon        | 17 aprile 1994 (27 anni)    | 44    | 23   | Sint-Truiden              |
| 10 | C    | Derrick Etienne      | 25 novembre 1996 (24 anni)  | 25    | 3    | Columbus Crew             |
| 11 | A    | Roberto Louima       | 4 marzo 1997 (24 anni)      | 4     | 0    | Violette                  |
| 12 | P    | Josué Duverger       | 27 aprile 2000 (21 anni)    | 1     | 0    | Vitória                   |
| 13 | D    | Kevin Lafrance       | 13 gennaio 1990 (31 anni)   | 39    | 5    | AEK Larnaca               |
| 14 | C    | Leverton Pierre      | 9 marzo 1998 (23 anni)      | 0     | 0    | Dunkerque                 |
| 15 | C    | Dutherson Clerveaux  | 20 gennaio 1999 (22 anni)   | 1     | 0    | Cavaly                    |
| 16 | A    | Louicius Don Deedson | 11 febbraio 2001 (20 anni)  | 2     | 0    | Hobro                     |
| 17 | D    | Martin Experiénce    | 9 marzo 1999 (22 anni)      | 0     | 0    | Avranches                 |
| 18 | A    | Ronaldo Damus        | 12 settembre 1999 (21 anni) | 2     | 0    | Orange County             |
| 19 | C    | Steeven Saba         | 24 febbraio 1993 (28 anni)  | 14    | 1    | Violette                  |
| 20 | A    | Frantzdy Pierrot     | 29 marzo 1995 (26 anni)     | 17    | 10   | Guingamp                  |
| 21 | C    | Bryan Alceus         | 1º febbraio 1996 (25 anni)  | 22    | 0    | Gaz Metan Mediaș          |
| 22 | D    | Alex Christian       | 12 maggio 1993 (28 anni)    | 29    | 0    | Atyrau                    |
| 23 | P    | Isaac Rouaud         | 12 febbraio 1998 (23 anni)  | 0     | 0    | J3 Sports Amilly Football |

## Gruppo C

### Costa Rica
Commissario tecnico:  Luis Suárez
| N. | Pos. | Giocatore            | Data nascita (età)          | Pres. | Reti | Squadra             |
| -- | ---- | -------------------- | --------------------------- | ----- | ---- | ------------------- |
| 1  | P    | Esteban Alvarado     | 28 aprile 1989 (32 anni)    | 19    | 0    | Herediano           |
| 2  | D    | Yael López           | 17 dicembre 1998 (22 anni)  | 0     | 0    | Herediano           |
| 3  | D    | Giancarlo González   | 8 febbraio 1988 (33 anni)   | 84    | 2    | LA Galaxy           |
| 4  | D    | Keysher Fuller       | 12 luglio 1994 (26 anni)    | 13    | 1    | Herediano           |
| 5  | C    | Celso Borges         | 27 maggio 1988 (33 anni)    | 134   | 23   | Deportivo La Coruña |
| 6  | D    | Óscar Duarte         | 3 giugno 1989 (32 anni)     | 57    | 2    | Levante             |
| 7  | C    | Johan Venegas        | 27 novembre 1988 (32 anni)  | 63    | 11   | Alajuelense         |
| 8  | D    | Luiz Diaz            | 18 febbraio 1998 (23 anni)  | 60    | 2    | Copenaghen          |
| 9  | A    | Ariel Rodríguez      | 27 settembre 1989 (31 anni) | 3     | 2    | Saprissa            |
| 10 | C    | Bryan Ruiz           | 18 agosto 1985 (35 anni)    | 129   | 26   | Alajuelense         |
| 11 | C    | Ariel Lassiter       | 27 settembre 1994 (26 anni) | 12    | 0    | Houston Dynamo      |
| 12 | A    | Joel Campbell        | 26 giugno 1992 (29 anni)    | 99    | 19   | León                |
| 13 | C    | Allan Cruz           | 24 febbraio 1996 (25 anni)  | 22    | 2    | FC Cincinnati       |
| 14 | C    | Jimmy Marín          | 8 ottobre 1997 (23 anni)    | 3     | 0    | Saprissa            |
| 15 | D    | Francisco Calvo      | 8 luglio 1992 (29 anni)     | 56    | 7    | Chicago Fire        |
| 16 | C    | Alonso Martínez      | 15 ottobre 1998 (22 anni)   | 2     | 0    | Alajuelense         |
| 17 | C    | Jefferson Brenes     | 17 marzo 1992 (29 anni)     | 59    | 0    | Herediano           |
| 18 | P    | Patrick Sequeira     | 1º marzo 1999 (22 anni)     | 0     | 0    | Real Unión          |
| 19 | D    | Kendall Waston       | 1º gennaio 1988 (33 anni)   | 45    | 7    | Saprissa            |
| 20 | C    | David Guzmán         | 18 febbraio 1990 (31 anni)  | 56    | 0    | Saprissa            |
| 21 | A    | José Guillermo Ortiz | 20 giugno 1992 (29 anni)    | 13    | 3    | Deportes Tolima     |
| 22 | D    | Rónald Matarrita     | 09 luglio 1994 (27 anni)    | 37    | 3    | FC Cincinnati       |
| 23 | P    | Leonel Moreira       | 2 aprile 1990 (31 anni)     | 18    | 0    | Alajuelense         |

### Giamaica
Commissario tecnico:  Theodore Whitmore
| N. | Pos. | Giocatore        | Data nascita (età)          | Pres. | Reti | Squadra                |
| -- | ---- | ---------------- | --------------------------- | ----- | ---- | ---------------------- |
| 1  | P    | Andre Blake      | 21 novembre 1990 (30 anni)  | 45    | 0    | Philadelphia Union     |
| 2  | C    | Lamar Walker     | 5 dicembre 1999 (21 anni)   | 6     | 1    | Miami FC               |
| 3  | D    | Michael Hector   | 19 luglio 1992 (28 anni)    | 33    | 0    | Fulham                 |
| 4  | D    | Amari'i Bell     | 5 maggio 1994 (27 anni)     | 2     | 0    | Luton Town             |
| 5  | D    | Alvas Powell     | 18 luglio 1994 (26 anni)    | 49    | 2    | Philadelphia Union     |
| 6  | D    | Liam Moore       | 31 gennaio 1993 (28 anni)   | 2     | 0    | Reading                |
| 7  | A    | Leon Bailey      | 9 agosto 1997 (23 anni)     | 8     | 1    | Bayer Leverkusen       |
| 8  | D    | Oniel Fisher     | 22 novembre 1991 (29 anni)  | 16    | 0    | LA Galaxy              |
| 9  | A    | Cory Burke       | 28 dicembre 1991 (29 anni)  | 16    | 6    | Philadelphia Union     |
| 10 | A    | Bobby Reid       | 2 febbraio 1993 (28 anni)   | 6     | 1    | Fulham                 |
| 11 | A    | Shamar Nicholson | 16 febbraio 1997 (24 anni)  | 18    | 7    | Charleroi              |
| 12 | A    | Junior Flemmings | 16 gennaio 1996 (25 anni)   | 10    | 1    | Birmingham Legion      |
| 13 | P    | Dillon Barnes    | 8 aprile 1996 (25 anni)     | 0     | 0    | QPR                    |
| 14 | A    | Javon East       | 22 febbraio 1995 (26 anni)  | 13    | 2    | Santos de Guápiles     |
| 15 | C    | Blair Turgott    | 22 maggio 1994 (27 anni)    | 1     | 0    | Östersund              |
| 16 | C    | Daniel Johnson   | 8 ottobre 1992 (28 anni)    | 2     | 1    | Preston N.E.           |
| 17 | D    | Damion Lowe      | 5 maggio 1993 (28 anni)     | 25    | 2    | Al-Ittihad Alessandria |
| 18 | C    | Ravel Morrison   | 2 febbraio 1993 (28 anni)   | 3     | 0    | svincolato             |
| 19 | D    | Adrian Mariappa  | 3 ottobre 1986 (34 anni)    | 51    | 1    | Bristol City           |
| 20 | D    | Kemar Lawrence   | 17 settembre 1992 (28 anni) | 60    | 3    | Toronto FC             |
| 21 | C    | Tyreek Magee     | 27 agosto 1999 (21 anni)    | 4     | 0    | Eupen                  |
| 22 | C    | Devon Williams   | 8 aprile 1992 (29 anni)     | 13    | 1    | Miami FC               |
| 23 | P    | Dennis Taylor    | 21 gennaio 1991 (30 anni)   | 2     | 0    | Humble Lions           |

### Suriname
Commissario tecnico:  Dean Gorré
| N. | Pos. | Giocatore         | Data nascita (età)          | Pres. | Reti | Squadra               |
| -- | ---- | ----------------- | --------------------------- | ----- | ---- | --------------------- |
| 1  | P    | Warner Hahn       | 15 giugno 1992 (29 anni)    | 4     | 0    | svincolato            |
| 2  | D    | Damil Dankerlui   | 24 agosto 1996 (24 anni)    | 3     | 0    | Groningen             |
| 3  | D    | Sean Klaiber      | 31 luglio 1994 (26 anni)    | 0     | 0    | Ajax                  |
| 4  | D    | Dion Malone       | 13 febbraio 1989 (32 anni)  | 3     | 0    | NAC Breda             |
| 5  | D    | Ridgeciano Haps   | 12 giugno 1993 (28 anni)    | 2     | 0    | Feyenoord             |
| 6  | C    | Ryan Koolwijk     | 8 agosto 1985 (35 anni)     | 2     | 0    | Almere City           |
| 7  | A    | Florian Jozefzoon | 9 febbraio 1991 (30 anni)   | 3     | 1    | Rotherham Utd         |
| 8  | C    | Roland Alberg     | 6 agosto 1990 (30 anni)     | 2     | 1    | Hyderabad             |
| 9  | A    | Nigel Hasselbaink | 21 novembre 1990 (30 anni)  | 6     | 7    | Bnei Sakhnin          |
| 10 | A    | Alvaro Verwey     | 12 gennaio 1999 (22 anni)   | 3     | 1    | Transvaal             |
| 11 | A    | Sheraldo Becker   | 9 febbraio 1995 (26 anni)   | 2     | 2    | Union Berlino         |
| 12 | D    | Albert Nibte      | 20 maggio 1993 (28 anni)    | 14    | 0    | Leo Victor            |
| 13 | P    | Claidel Kohinor   | 7 febbraio 1992 (29 anni)   | 21    | 0    | Robinhood             |
| 14 | D    | Sersinho Eduard   | 4 settembre 1994 (26 anni)  | 24    | 1    | Inter Moengotapoe     |
| 15 | D    | Ryan Donk         | 30 marzo 1986 (35 anni)     | 4     | 1    | Galatasaray (captain) |
| 16 | C    | Mitchell Donald   | 10 dicembre 1988 (32 anni)  | 1     | 0    | Erzurumspor FK        |
| 17 | A    | Dimitrie Apai     | 19 luglio 1994 (26 anni)    | 24    | 4    | W Connection          |
| 18 | C    | Kelvin Leerdam    | 24 giugno 1990 (31 anni)    | 4     | 0    | Inter Miami           |
| 19 | D    | Anduelo Amoeferie | 24 settembre 1991 (29 anni) | 13    | 0    | Inter Moengotapoe     |
| 20 | A    | Gleofilo Vlijter  | 17 settembre 1999 (21 anni) | 9     | 11   | Beitar Gerusalemme    |
| 21 | C    | Diego Biseswar    | 8 marzo 1988 (33 anni)      | 3     | 0    | Apollōn Limassol      |
| 22 | A    | Ivenzo Comvalius  | 24 giugno 1997 (24 anni)    | 15    | 8    | Dugopolje             |
| 23 | P    | Ishan Kort        | 1º giugno 2000 (21 anni)    | 1     | 0    | Almere City           |

### Guadalupa
Commissario tecnico:  Jocelyn Angloma
| N. | Pos. | Giocatore            | Data nascita (età)          | Pres. | Reti | Squadra                   |
| -- | ---- | -------------------- | --------------------------- | ----- | ---- | ------------------------- |
| 1  | P    | Frederic Tejou       | 13 luglio 1987 (33 anni)    | 4     | 0    | La Gauloise               |
| 2  | D    | Kevin Moeson         | 30 settembre 1997 (23 anni) | 4     | 0    | Solidarité                |
| 3  | D    | Kelly Irep           | 01 settembre 1995 (25 anni) | 2     | 0    | EN Paralimni              |
| 4  | D    | Romain Hauteville    | 21 novembre 1989 (31 anni)  | 6     | 0    | Phare                     |
| 5  | D    | Steve Solvet         | 29 marzo 1996 (25 anni)     | 0     | 0    | Sète                      |
| 6  | C    | Quentin Annette      | 13 gennaio 1998 (23 anni)   | 4     | 0    | Club Franciscain          |
| 7  | C    | Mavrick Annerose     | 29 novembre 1995 (25 anni)  | 4     | 0    | Sainte-Rose               |
| 8  | C    | Kévin Malpon         | 1º marzo 1996 (25 anni)     | 2     | 0    | Gosier                    |
| 9  | A    | Raphaël Mirval       | 4 maggio 1996 (25 anni)     | 9     | 7    | Baie-Mahault              |
| 10 | A    | Matthias Phaeton     | 8 gennaio 2000 (21 anni)    | 0     | 0    | Guingamp                  |
| 11 | A    | Skeveen Romagen      | 22 dicembre 1997 (23 anni)  | 0     | 0    | Baie-Mahault              |
| 12 | D    | Mickaël Alphonse     | 12 luglio 1989 (31 anni)    | 5     | 0    | Amiens                    |
| 13 | C    | Morgan Saint-Maximin | 2 agosto 1997 (23 anni)     | 0     | 0    | Solidarité                |
| 14 | A    | Vikash Tillé         | 26 novembre 1997 (23 anni)  | 4     | 1    | Moulien                   |
| 15 | C    | Dimitri Cavaré       | 5 febbraio 1995 (26 anni)   | 1     | 0    | Sion                      |
| 16 | P    | Kevin Ajax           | 31 agosto 1987 (33 anni)    | 7     | 0    | Moulien                   |
| 17 | D    | Anthony Baron        | 29 dicembre 1992 (28 anni)  | 2     | 0    | Saint-Pryvé Saint-Hilaire |
| 18 | D    | Thomas Pineau        | 31 gennaio 1991 (30 anni)   | 0     | 0    | Solidarité                |
| 19 | A    | Luther Archimède     | 17 settembre 1999 (21 anni) | 1     | 0    | N.Y. Red Bulls II         |
| 20 | C    | Stevenson Casimir    | 3 giugno 1992 (29 anni)     | 2     | 0    | La Gauloise               |
| 21 | D    | Colman Makouké       | 7 giugno 1990 (31 anni)     | 1     | 0    | Phare                     |
| 22 | A    | Dimitri Ramothe      | 8 settembre 1990 (30 anni)  | 4     | 3    | Amical                    |
| 23 | P    | Yohann Thuram-Ulien  | 31 ottobre 1988 (32 anni)   | 4     | 0    | Amiens                    |

## Gruppo D

### Honduras
Commissario tecnico:  Fabián Coito
| N. | Pos. | Giocatore        | Data nascita (età)          | Pres. | Reti | Squadra                  |
| -- | ---- | ---------------- | --------------------------- | ----- | ---- | ------------------------ |
| 1  | P    | Edrick Menjívar  | 1º marzo 1993 (28 anni)     | 3     | 0    | Olimpia                  |
| 2  | D    | Félix Crisanto   | 9 settembre 1990 (30 anni)  | 21    | 0    | svincolato               |
| 3  | D    | Maynor Figueroa  | 2 maggio 1983 (38 anni)     | 168   | 5    | Houston Dynamo (captain) |
| 4  | D    | Marcelo Pereira  | 27 maggio 1995 (26 anni)    | 17    | 0    | Motagua                  |
| 5  | D    | Raúl Santos      | 2 agosto 1992 (28 anni)     | 2     | 0    | Motagua                  |
| 6  | C    | Bryan Acosta     | 24 novembre 1993 (27 anni)  | 48    | 2    | FC Dallas                |
| 7  | A    | Alberth Elis     | 12 febbraio 1996 (25 anni)  | 46    | 11   | Boavista                 |
| 8  | C    | Walter Martínez  | 26 marzo 1991 (30 anni)     | 5     | 0    | Motagua                  |
| 9  | A    | Carlos Fernández | 17 febbraio 1992 (29 anni)  | 0     | 0    | Fénix                    |
| 10 | C    | Alexander López  | 5 giugno 1992 (29 anni)     | 37    | 4    | Alajuelense              |
| 11 | A    | Jerry Bengtson   | 8 aprile 1987 (34 anni)     | 59    | 21   | Olimpia                  |
| 12 | A    | Romell Quioto    | 9 agosto 1991 (29 anni)     | 47    | 8    | CF Montréal              |
| 13 | C    | Jhow Benavídez   | 26 dicembre 1995 (25 anni)  | 6     | 0    | Real España              |
| 14 | C    | Boniek García    | 4 settembre 1984 (36 anni)  | 128   | 3    | Houston Dynamo           |
| 15 | C    | Juan Delgado     | 21 luglio 1992 (28 anni)    | 0     | 0    | Motagua                  |
| 16 | D    | Johnny Leverón   | 7 febbraio 1990 (31 anni)   | 37    | 3    | Olimpia                  |
| 17 | D    | Franklin Flores  | 18 aprile 1996 (25 anni)    | 1     | 0    | Real España              |
| 18 | P    | Marlon Licona    | 9 febbraio 1991 (30 anni)   | 0     | 0    | Motagua                  |
| 19 | A    | Edwin Solano     | 25 gennaio 1996 (25 anni)   | 4     | 0    | Marathón                 |
| 20 | C    | Deybi Flores     | 16 giugno 1996 (25 anni)    | 9     | 0    | Olimpia                  |
| 21 | D    | Kevin Álvarez    | 3 agosto 1996 (24 anni)     | 6     | 0    | IFK Norrköping           |
| 22 | P    | Luis López       | 13 settembre 1993 (27 anni) | 31    | 0    | Real España              |
| 23 | D    | Diego Rodríguez  | 6 novembre 1995 (25 anni)   | 5     | 1    | Motagua                  |

### Panama
Commissario tecnico:  Thomas Christiansen
| N. | Pos. | Giocatore              | Data nascita (età)          | Pres. | Reti | Squadra                 |
| -- | ---- | ---------------------- | --------------------------- | ----- | ---- | ----------------------- |
| 1  | P    | Luis Mejía             | 16 marzo 1991 (30 anni)     | 30    | 0    | Fénix                   |
| 2  | D    | Francisco Palacios     | 10 dicembre 1990 (30 anni)  | 15    | 1    | San Francisco           |
| 3  | D    | Harold Cummings        | 1º marzo 1992 (29 anni)     | 73    | 1    | Always Ready (captain)  |
| 4  | D    | Omar Córdoba           | 13 giugno 1994 (27 anni)    | 1     | 0    | Indep. La Chorrera      |
| 5  | D    | Richard Peralta        | 20 settembre 1993 (27 anni) | 8     | 0    | Tauro                   |
| 6  | C    | Víctor Griffith        | 12 dicembre 2000 (20 anni)  | 8     | 0    | Árabe Unido             |
| 7  | C    | José Luis Rodríguez    | 19 giugno 1998 (23 anni)    | 23    | 0    | Lugo                    |
| 8  | C    | Adalberto Carrasquilla | 28 novembre 1998 (22 anni)  | 15    | 1    | FC Cartagena            |
| 9  | A    | Gabriel Torres         | 31 ottobre 1988 (32 anni)   | 94    | 22   | Pumas UNAM              |
| 10 | C    | Édgar Bárcenas         | 23 ottobre 1993 (27 anni)   | 48    | 2    | Girona                  |
| 11 | C    | Armando Cooper         | 26 novembre 1987 (33 anni)  | 116   | 10   | Maccabi Petah Tiqwa     |
| 12 | P    | José Calderón          | 14 agosto 1985 (35 anni)    | 40    | 0    | Cobán Imperial          |
| 13 | D    | Adolfo Machado         | 14 febbraio 1985 (36 anni)  | 90    | 2    | San Carlos              |
| 14 | A    | Cecilio Waterman       | 13 aprile 1991 (30 anni)    | 12    | 4    | Everton                 |
| 15 | D    | Eric Davis             | 31 marzo 1991 (30 anni)     | 56    | 1    | DAC Dunajská Streda     |
| 16 | D    | Roderick Miller        | 3 aprile 1992 (29 anni)     | 26    | 1    | Carlos Stein            |
| 17 | A    | José Fajardo           | 18 agosto 1993 (27 anni)    | 17    | 3    | Nueve de Octubre        |
| 18 | A    | Jorman Aguilar         | 11 settembre 1994 (26 anni) | 7     | 1    | San Carlos              |
| 19 | C    | Alberto Quintero       | 18 dicembre 1987 (33 anni)  | 105   | 6    | Universitario           |
| 20 | C    | Abdiel Ayarza          | 12 settembre 1992 (28 anni) | 11    | 2    | Cienciano               |
| 21 | C    | César Yanis            | 28 gennaio 1996 (25 anni)   | 13    | 0    | Club Deportivo del Este |
| 22 | P    | Orlando Mosquera       | 25 dicembre 1994 (26 anni)  | 4     | 0    | Boluspor                |
| 23 | C    | Miguel Camargo         | 5 settembre 1993 (27 anni)  | 30    | 2    | Independiente Medellín  |

### Grenada
Commissario tecnico:  Michael Findlay
| N. | Pos. | Giocatore               | Data nascita (età)          | Pres. | Reti | Squadra             |
| -- | ---- | ----------------------- | --------------------------- | ----- | ---- | ------------------- |
| 1  | P    | Jason Belfon            | 03 luglio 1990 (31 anni)    | 43    | 0    | Paradise            |
| 2  | A    | Benjamin Ettienne       | 13 marzo 2003 (18 anni)     | 2     | 0    | QPR                 |
| 3  | D    | Kwesi Paul              | 7 novembre 1994 (26 anni)   | 2     | 0    | Peachtree City MOBA |
| 4  | D    | Aaron Pierre            | 17 febbraio 1993 (28 anni)  | 12    | 1    | Shrewsbury Town     |
| 5  | D    | Omar Beckles            | 25 ottobre 1991 (29 anni)   | 4     | 0    | Leyton Orient       |
| 6  | C    | Oliver Norburn          | 26 ottobre 1992 (28 anni)   | 0     | 0    | Shrewsbury Town     |
| 7  | C    | Romar Frank             | 28 settembre 1996 (24 anni) | 12    | 0    | FC Camerhogne       |
| 8  | C    | Alexander McQueen       | 24 marzo 1995 (26 anni)     | 8     | 0    | Barnet              |
| 9  | A    | Kairo Mitchell          | 21 ottobre 1997 (23 anni)   | 13    | 2    | Chesterfield        |
| 10 | A    | Saydrel Lewis           | 27 novembre 1997 (23 anni)  | 22    | 7    | Paradise            |
| 11 | C    | Shavon John-Brown       | 13 aprile 1995 (26 anni)    | 27    | 4    | New Amsterdam       |
| 12 | P    | Reice Charles-Cook      | 8 aprile 1994 (27 anni)     | 1     | 0    | Welling Utd         |
| 13 | A    | Regan Charles-Cook      | 14 febbraio 1997 (24 anni)  | 0     | 0    | Ross County         |
| 14 | A    | Dejon Noel-Williams     | 22 settembre 1998 (22 anni) | 2     | 0    | Guadalajara         |
| 15 | A    | Ricky German            | 13 gennaio 1999 (22 anni)   | 2     | 0    | Crawley Town        |
| 16 | D    | Arthur Paterson         | 31 gennaio 1996 (25 anni)   | 11    | 4    | Charleston Battery  |
| 17 | D    | Tyrone Sterling         | 8 ottobre 1987 (33 anni)    | 8     | 0    | Concord Rangers     |
| 18 | D    | Kraig Noel-McLeod       | 11 dicembre 1999 (21 anni)  | 8     | 0    | svincolato          |
| 19 | C    | Kwazim Theodore         | 12 gennaio 1996 (25 anni)   | 29    | 1    | St. David's FC      |
| 20 | A    | Jacob Berkeley-Agyepong | 27 marzo 1997 (24 anni)     | 0     | 0    | Dartford            |
| 21 | C    | Josh Gabriel            | 30 novembre 1999 (21 anni)  | 6     | 0    | svincolato          |
| 22 | P    | Trishawn Thomas         | 25 gennaio 2003 (18 anni)   | 0     | 0    | QPR                 |
| 23 | A    | Jamal Charles           | 24 novembre 1995 (25 anni)  | 25    | 14   | Paradise            |

### Qatar
Commissario tecnico:  Félix Sánchez
| N. | Pos. | Giocatore         | Data nascita (età)          | Pres. | Reti | Squadra    |
| -- | ---- | ----------------- | --------------------------- | ----- | ---- | ---------- |
| 1  | P    | Saad Al Sheeb     | 19 febbraio 1990 (31 anni)  | 75    | 0    | Al-Sadd    |
| 2  | D    | Ró-Ró             | 6 agosto 1990 (30 anni)     | 63    | 1    | Al-Sadd    |
| 3  | D    | Abdelkarim Hassan | 28 agosto 1993 (27 anni)    | 103   | 14   | Al-Sadd    |
| 4  | A    | Mohammed Waad     | 18 settembre 1999 (21 anni) | 6     | 0    | Al-Sadd    |
| 5  | D    | Tarek Salman      | 5 dicembre 1997 (23 anni)   | 39    | 0    | Al-Sadd    |
| 6  | C    | Abdulaziz Hatem   | 28 ottobre 1990 (30 anni)   | 79    | 6    | Al-Rayyan  |
| 7  | A    | Ahmed Alaaeldin   | 31 gennaio 1993 (28 anni)   | 35    | 0    | Al-Gharafa |
| 8  | D    | Ahmed Suhail      | 8 febbraio 1999 (22 anni)   | 1     | 0    | Al-Sadd    |
| 9  | A    | Mohammed Muntari  | 20 dicembre 1993 (27 anni)  | 33    | 10   | Al-Duhail  |
| 10 | A    | Hassan Al-Haydos  | 11 dicembre 1990 (30 anni)  | 141   | 31   | Al-Sadd    |
| 11 | C    | Akram Afif        | 18 novembre 1996 (24 anni)  | 64    | 19   | Al-Sadd    |
| 12 | C    | Karim Boudiaf     | 16 settembre 1990 (30 anni) | 90    | 5    | Al-Duhail  |
| 13 | D    | Musab Kheder      | 26 settembre 1993 (27 anni) | 20    | 0    | Al-Sadd    |
| 14 | D    | Homam Ahmed       | 25 agosto 1999 (21 anni)    | 6     | 0    | Al-Gharafa |
| 15 | D    | Bassam Al-Rawi    | 16 dicembre 1997 (23 anni)  | 33    | 2    | Al-Duhail  |
| 16 | D    | Boualem Khoukhi   | 7 settembre 1990 (30 anni)  | 79    | 19   | Al-Sadd    |
| 17 | A    | Ismaeel Mohammad  | 5 aprile 1990 (31 anni)     | 58    | 4    | Al-Duhail  |
| 18 | A    | Yusuf Abdurisag   | 6 agosto 1999 (21 anni)     | 11    | 1    | Al-Sadd    |
| 19 | A    | Almoez Ali        | 19 agosto 1996 (24 anni)    | 62    | 30   | Al-Duhail  |
| 20 | C    | Abdullah Al-Ahrak | 10 maggio 1997 (24 anni)    | 16    | 1    | Al-Duhail  |
| 21 | P    | Yousef Hassan     | 24 maggio 1996 (25 anni)    | 6     | 0    | Al-Gharafa |
| 22 | P    | Meshaal Barsham   | 14 febbraio 1998 (23 anni)  | 4     | 0    | Al-Sadd    |
| 23 | C    | Assim Madibo      | 22 ottobre 1996 (24 anni)   | 28    | 0    | Al-Duhail  |

## Giocatori per nazionalità del club
| Grassetto | Nazione presente al torneo  |
| Corsivo   | Nazione non membro CONCACAF |

| Giocatori | Squadra |
| --------- | --- |
| 67        | Stati Uniti |
| 23        | Qatar |
| 21        | Inghilterra |
| 19        | Martinica |
| 17        | Costa Rica Paesi Bassi |
| 16        | Francia Messico |
| 15        | El Salvador |
| 14        | Honduras |
| 12        | Canada Guadalupa Spagna |
| 10        | Trinidad e Tobago |
| 7         | Grenada Portogallo |
| 6         | Germania |
| 5         | Panama Suriname |
| 4         | Turchia Perù |
| 3         | Belgio Cipro Haiti Israele India |
| 2         | Colombia Danimarca Ecuador Guatemala Italia Scozia Svezia Uruguay                                                                                          |
| 1         | Australia Austria Bolivia Cile Croazia Egitto Giamaica Kazakistan Norvegia Romania Arabia Saudita Slovacchia Sud Corea Svizzera Emirati Arabi Uniti Galles |